# Торфинн Хамарский

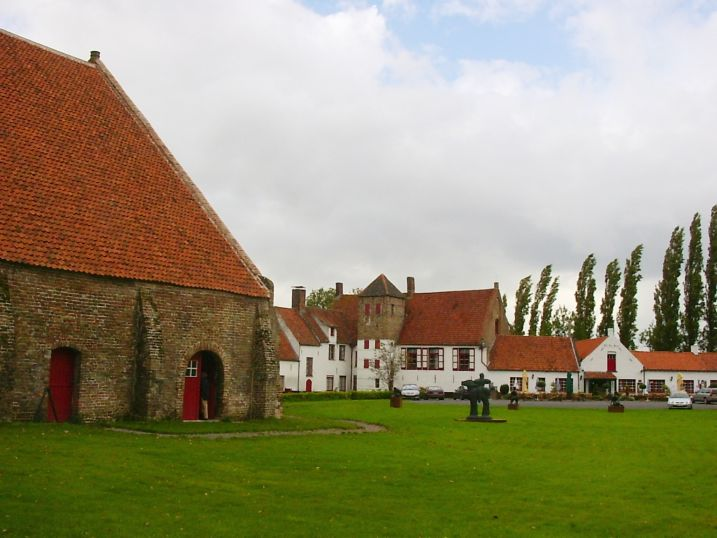
Монастырь Тер Доест, Лиссевеге, муниципалитет Брюгге, Бельгия. В этом монастыре умер св. Торфинн

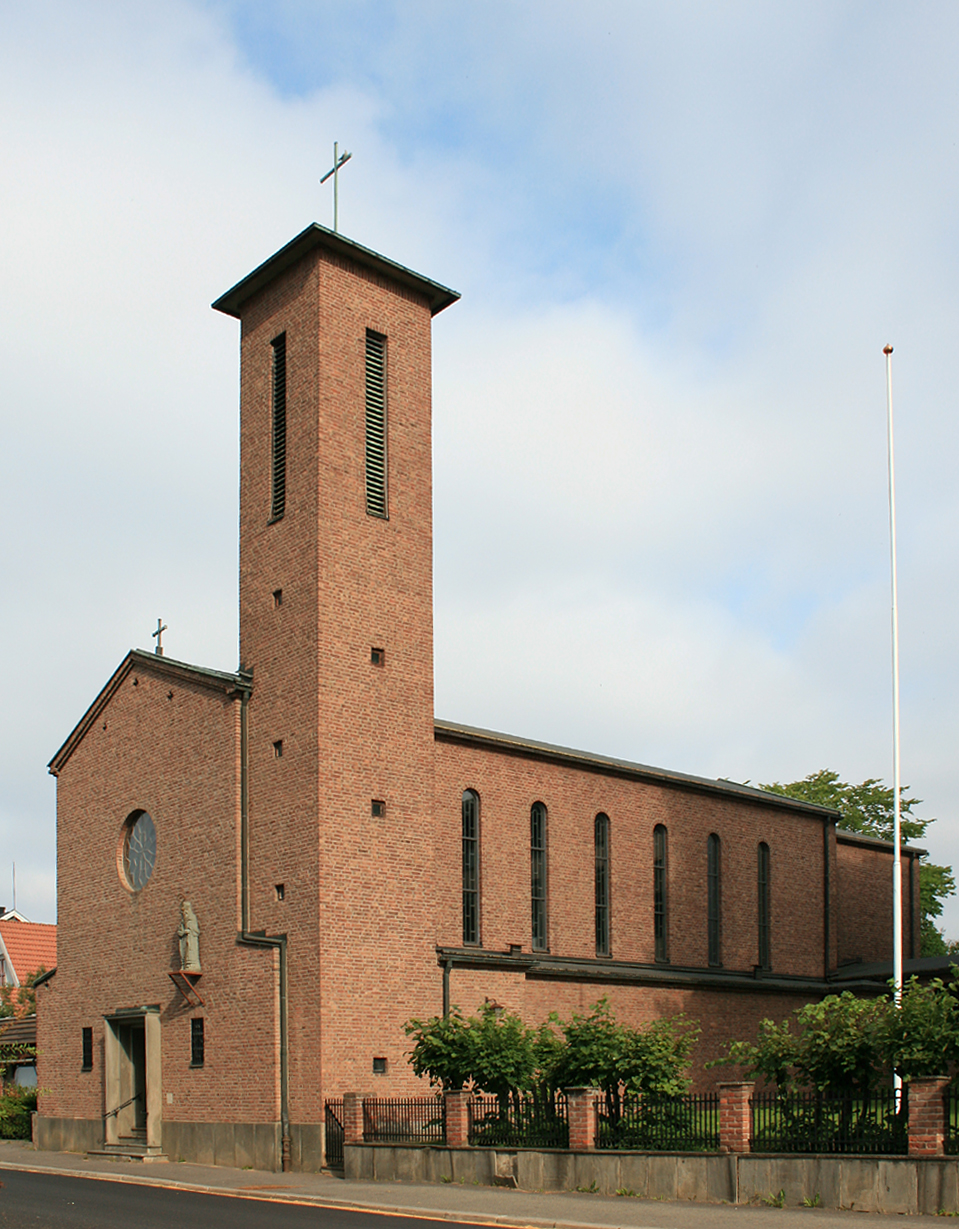
Католическая церковь св. Торфинна в городе Хамар, Норвегия

 Торфинн Хамарский  (норв.  Torfinn av Hamar, род. первая половина XIII века, Тронхейм, Норвегия — ум. 1285 г., Брюгге, Западная Фландрия, Бельгия) — святой Римско-Католической Церкви, епископ Хамара. Святой Торфинн был монахом из монастыря цистерцианцев, находившегося возле города Тронхейм. После рукоположения в епископа Торфинн вступил в конфликт с норвежским королём Эриком II, который хотел ограничить права Католической Церкви в Норвегии. Торфинн был вынужден покинуть Норвегию. После визита в Рим Торфинн поселился в цистерцианском монастыре Тер Доест возле города Брюгге. Святой Торфинн Хамарский умер в 1285 году.
День памяти в Католической Церкви — 8 января.

## Источник
- Attwater, Donald and Catherine Rachel John. The Penguin Dictionary of Saints. 3rd edition. New York: Penguin Books, 1993. ISBN 0-140-51312-4